# Taoufik Bouachrine
Taoufik Bouachrine, né en 1969 à Meknès, est un journaliste marocain. Il a été rédacteur en chef du quotidien indépendant Akhbar Al-Youm, avant sa femeture en 2014.  

## Biographie
Il est connu par ses éditoriaux et articles d’opinion critiquant de hauts responsables marocains.  
En 2019, il est condamné à 15 ans de prison, pour « agressions sexuelles » à l’encontre de plusieurs femmes. Des organisations de défense des droits humains dénoncent un « procès politique ».
Il sera libéré par grâce royale le 29 juillet 2024.